# Artopoetes
Artopoetes là một chi bướm ngày thuộc họ Lycaenidae.